# Turnstile (banda)
Turnstile é uma banda americana de hardcore punk formada em 2010 em Baltimore, Maryland.  Eles lançaram cinco EPs e três álbuns de estúdio. O terceiro álbum da banda , Glow On, foi lançado em 2021 e obteve sucesso de crítica e público; as músicas "Holiday" e "Blackout" renderam à banda três indicações ao 65º Grammy Awards .
A formação da banda é composta pelo vocalista Brendan Yates, o guitarrista Brady Ebert, o baixista Franz Lyons e o baterista Daniel Fang. Eles são conhecidos por suas performances ao vivo enérgicas e dinâmicas, bem como por seu som inovador, que mistura elementos de hardcore punk com rock alternativo, funk e R&B.
O Turnstile ganhou reconhecimento significativo com seu álbum de 2018, Time & Space, que recebeu aclamação da crítica e expandiu sua base de fãs para além da cena hardcore. Seu álbum subsequente, Glow On, lançado em 2021, solidificou ainda mais seu status como uma força que desafia gêneros, estreando na parada Billboard 200 e rendendo-lhes amplo sucesso comercial e de crítica, incluindo múltiplas indicações ao Grammy. A banda tem feito extensas turnês, tocando em grandes festivais e shows como atração principal em todo o mundo, e tem sido elogiada por sua capacidade de expandir os limites da música pesada contemporânea, mantendo suas raízes hardcore.